# Kinta
Huyện Kinta là một huyện thuộc bang Perak của Malaysia. Huyện Kinta có dân số thời điểm năm 2010 ước tính khoảng 735601 người.